# Jean Carlus
Ne doit pas être confondu avec son homophone, l'affichiste Jean Carlu
Jean Marius Siméon Carlus est un sculpteur français, né le 21 mars 1852 à Lavaur et mort le 15 juin 1930 à Saint-Mandé.

## Biographie
Élève d'Alexandre Falguière et d'Antonin Mercié à l'École des beaux-arts de Paris, Jean Carlus est notamment l'auteur du Monument à Buffon du jardin des Plantes de Paris, dont le modèle en plâtre est conservé à Montbard au musée Buffon .
Membre du jury du Salon des artistes français où il expose dès 1880, il devient sociétaire de la Société des artistes français en 1886 et y expose hors-concours. Il y est récompensé pour ses œuvres en 1886 (médaille de 3e classe) et 1899 (médaille de 1re classe). En 1889, il obtient une médaille de bronze à l'Exposition universelle puis une médaille d'argent à celle de 1900 pour son Monument aux Instituteurs .
Il est nommé chevalier  de la Légion d'honneur en 1920.

## Œuvres dans les collections publiques
Argentine
- Buenos Aires, jardin de la plaza Sicilia : Le Petit Chaperon rouge, 1937, groupe en marbre.

France
- Gaillac, place de la Libération : Monument aux morts, 1922, groupe en bronze[4].
- Laon, cour de l'École normale : Monument aux instituteurs Debordeaux, Poulette et Leroy, 1899, groupe en bronze, élevé à la mémoire de trois instituteurs du département de l'Aisne fusillés par les Allemands en 1870-1871. Envoyé à la fonte par l'occupant allemand en 1917, le monument est restitué à l'identique et ré-inauguré en 1929[5],[6].
- Montbard, musée Buffon : Georges Buffon, modèle en plâtre du monument du jardin des Plantes de Paris.
- Paris :
  - cimetière du Père-Lachaise (66e division, 3e ligne) : Jules Vallès, 1887, buste en bronze ornant la tombe de l'écrivain.
  - hôtel de Montmorin, secrétariat d'État aux Départements et Territoires d'Outre-Mer : Spahi à cheval, ou Cavalier marocain, vers 1912, bronze.
  - Jardin des Plantes : Monument à Buffon, 1883, statue en bronze[7].
  - mairie du 10e arrondissement : L'Orfèvrerie.
- Saint-Maur-des-Fossés, square de la Convention : La Cruche cassée, 1912, haut-relief en pierre[8].
- Sens, musée de Sens : Molière et sa servante.
- Toulouse, quartier Bonnefoy, jardin Michelet : L'Eau, Salon de 1910, groupe en marbre, initialement destiné à la place du Capitole. Le plâtre original est présenté au Salon de 1905 sous le titre Le Service des eaux[9].

Œuvres de Jean Carlus
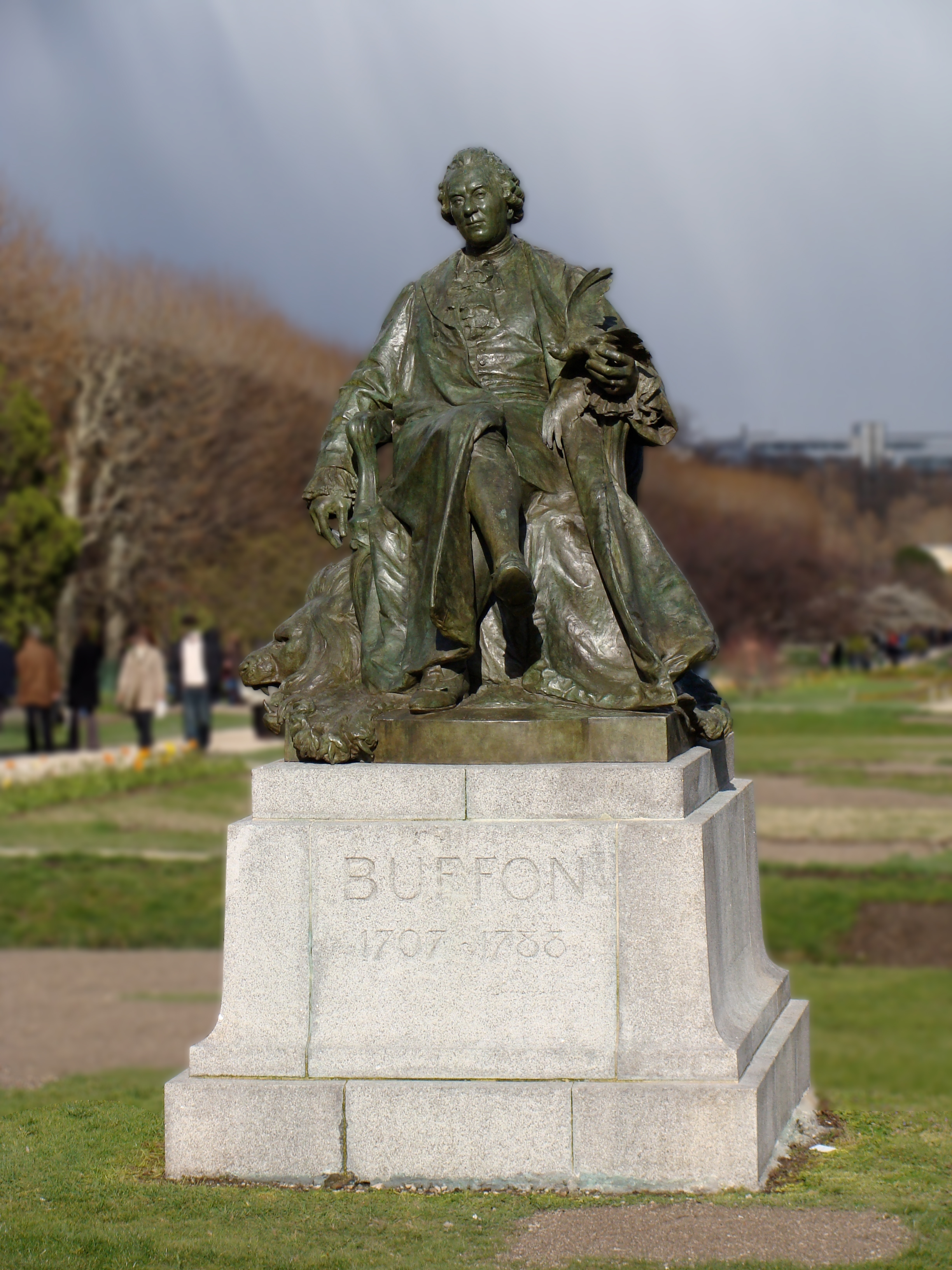
Monument à Buffon (1883), bronze, Paris, Jardin des Plantes.
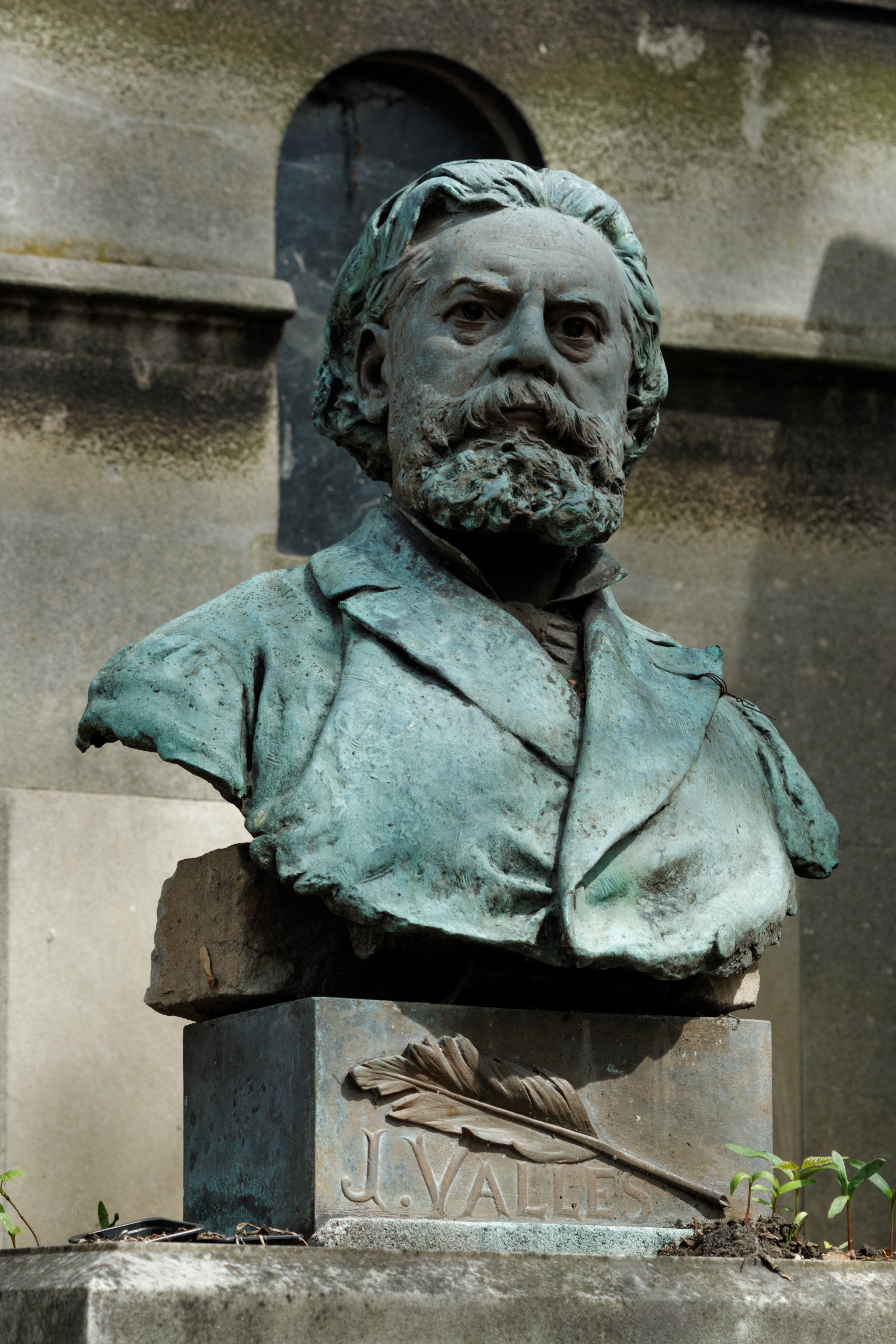
Jules Vallès (1887), Paris, cimetière du Père-Lachaise.
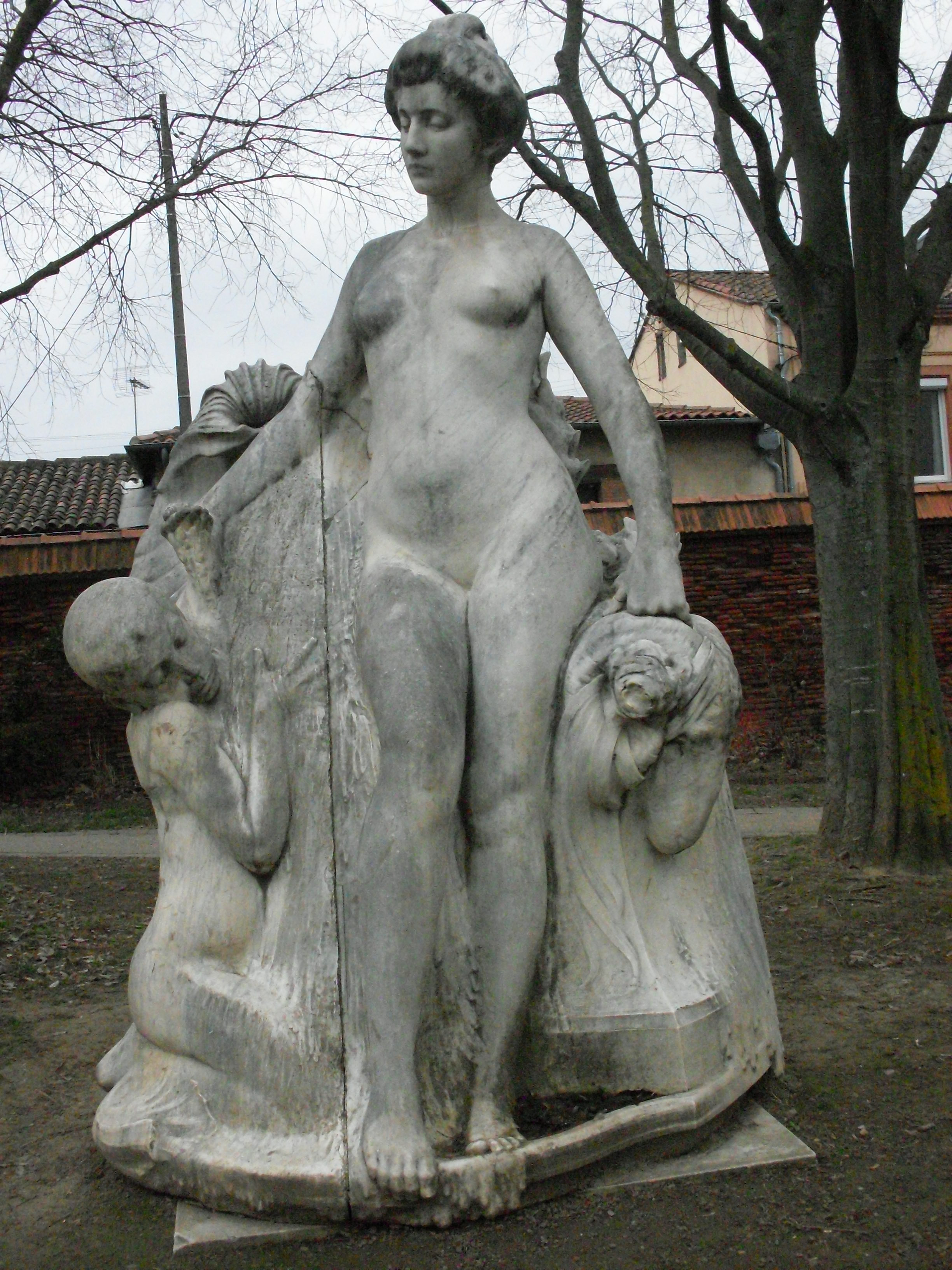
L'Eau (1910), Toulouse, jardin Michelet du quartier Bonnefoy.
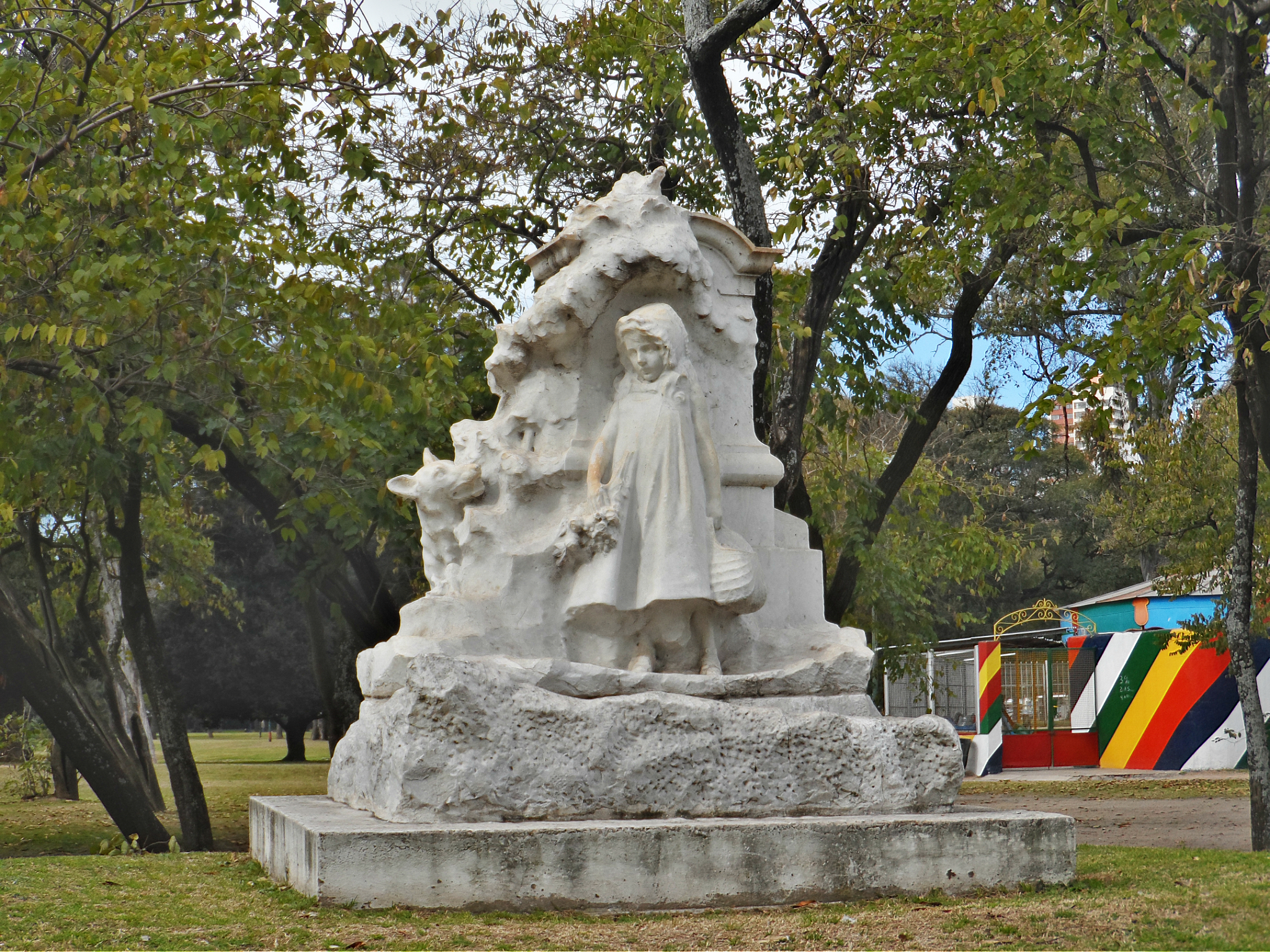
Le Petit Chaperon rouge (1937), Buenos Aires, jardin de la plaza Sicilia.
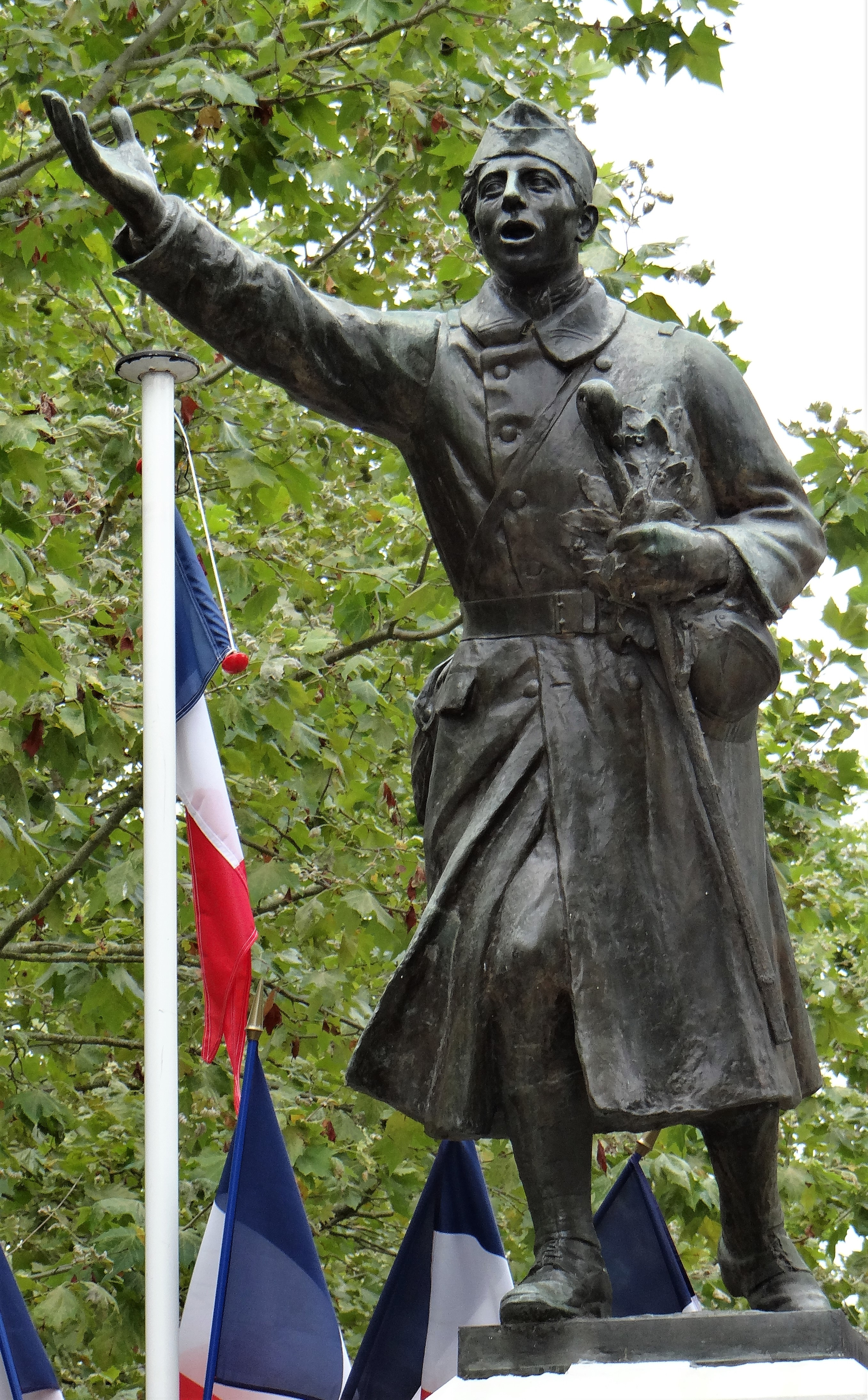
Monument aux morts (1922), Gaillac, place de la Libération
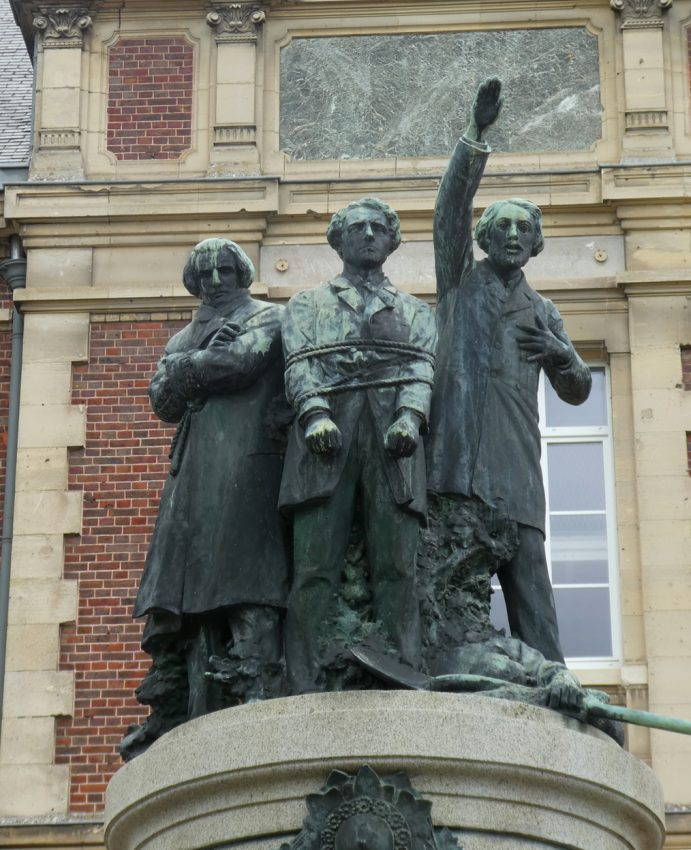
Monument aux Trois Instituteurs (1899), Laon, école normale